# DAF CF

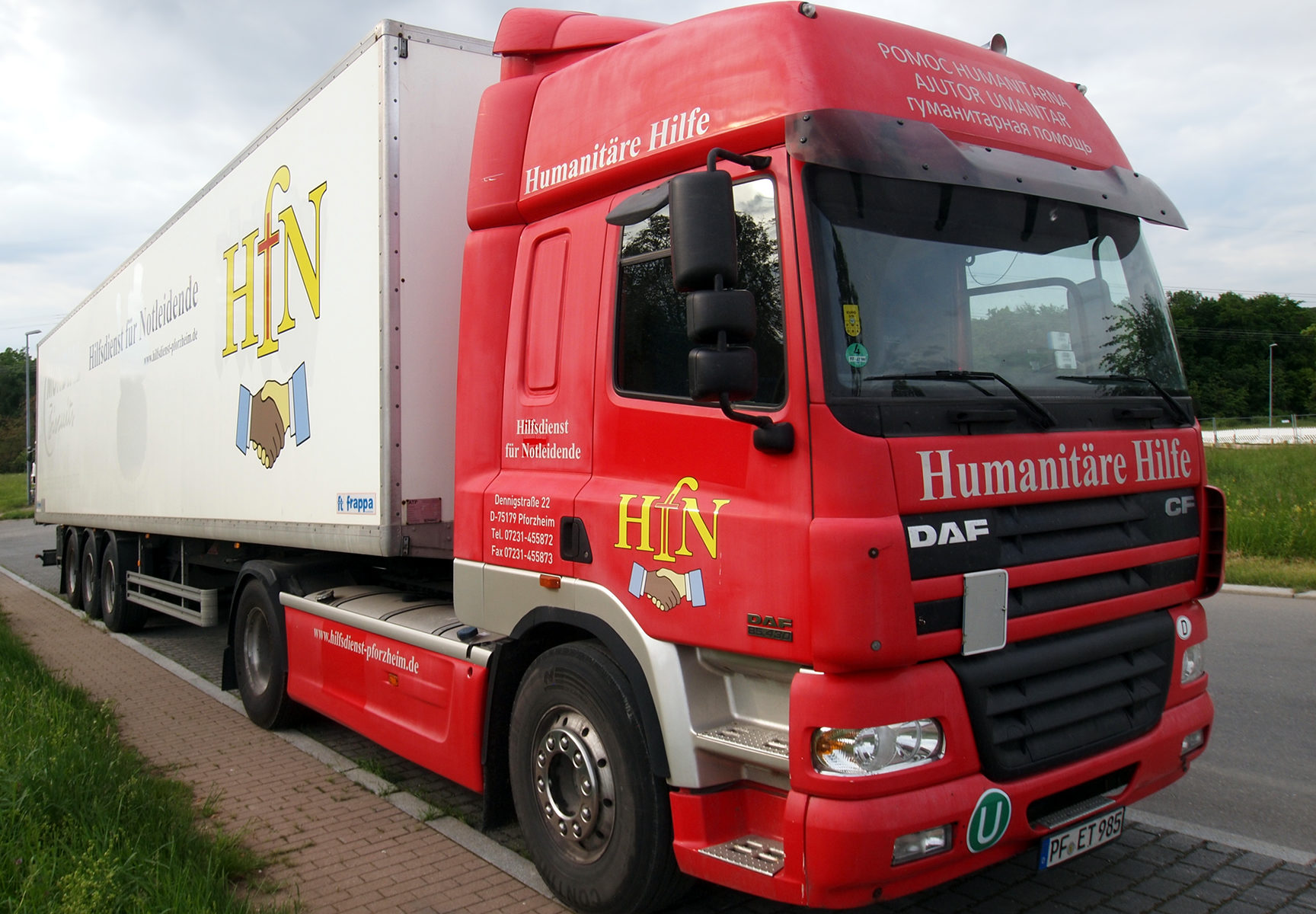
DAF CF Sattelzugmaschine

Der DAF CF ist ein Fahrzeug für den Gütertransport über mittlere und längere Strecken in der Klasse von 18 Tonnen Gesamtgewicht bis 44 Tonnen Zuggewicht von DAF.
Der 5,9-Liter-PACCAR-Motor des CF65 wird in mehreren Leistungsstufen bis 184 kW (250 PS) angeboten; das Leistungsspektrum des 9,2-Liter-DAF-Motors im CF75 reicht bis 265 kW (360 PS), und der 12,6-Liter-DAF-Motor des CF85 ist in verschiedenen Leistungsvarianten bis 355 kW (483 PS) lieferbar. Das CF-Programm umfasst 4×2-, 6×2-, 6×4-, 8×2- und 8×4-Achskonfigurationen sowie drei Fahrerhausversionen: Nahverkehrsfahrerhaus, Fernfahrerhaus und die geräumigere 'Space-Cab'-Variante.

## Modelljahr 2006
Leichte Überarbeitung der Baureihe. Auch neu sind die PACCAR FR/GR-Motoren. Zusätzlich gibt es den vom XF 105 entliehenen 510 PS starken MX-Motor. Die Version mit AS-Tronic-Getriebe bekommt eine Rückrollsperre.

## Modelljahr 2013

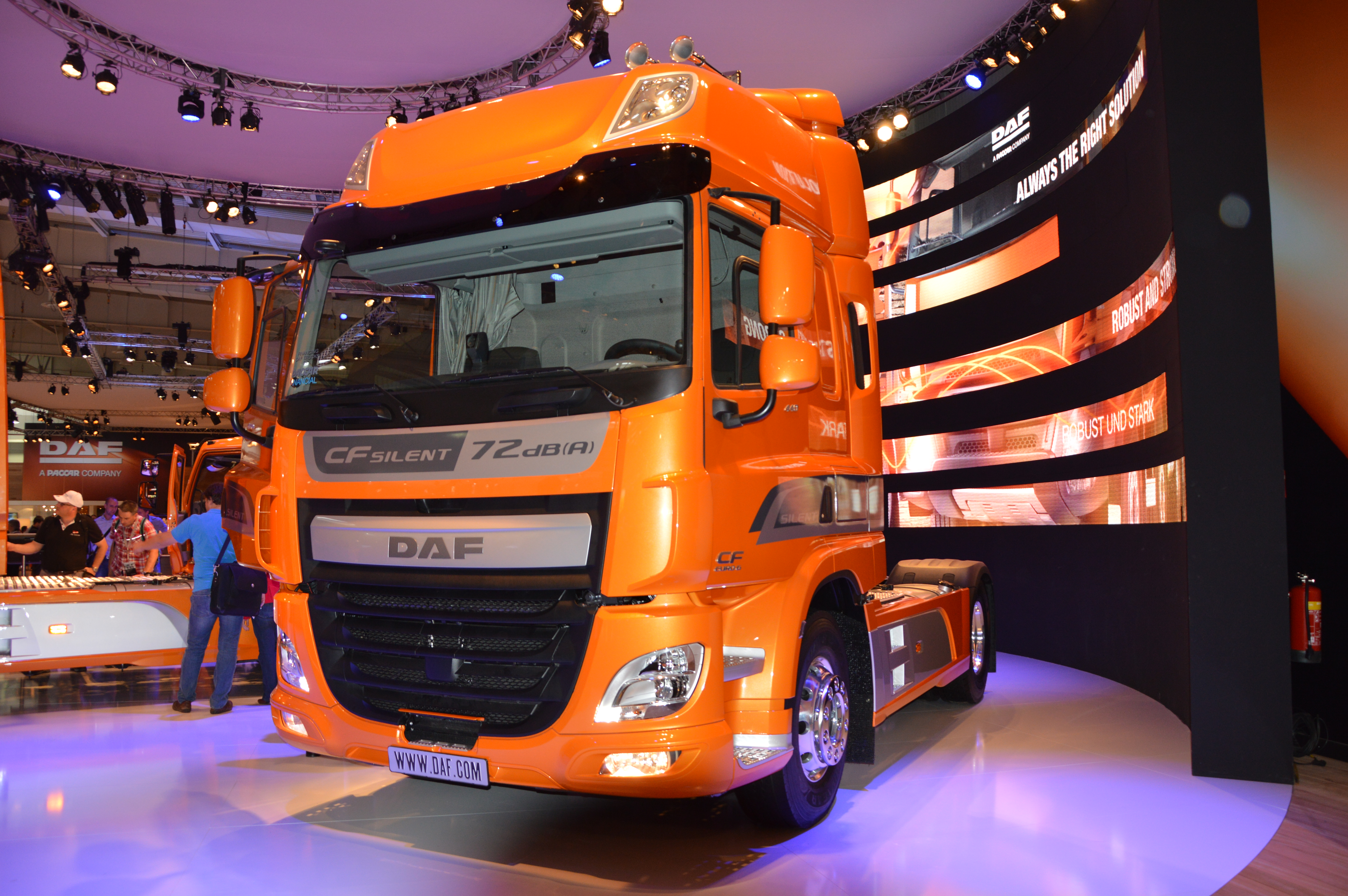
DAF CF 440 Euro6

2013 brachte DAF den neuen CF nach Euro 6 Norm auf den Markt. Der CF ist mit den Paccar MX-13, MX-11 sowie den Paccar PX-7 erhältlich. Die Motoren leisten zwischen 164 und 375 kW. Das Gesamtgewicht der neuen CF-Reihe liegt zwischen 18 und 44 Tonnen. Die Produktion startete im Juni 2013.